# 西太平洋的航海者
《西太平洋的航海者》（英語：Argonauts of the Western Pacific）為英國人類學者馬凌諾斯基於1922年出版的書籍，講述了新幾內亞島東北部基里瓦納小島鏈的特羅布里恩居民的生活，是現代人類學的重要之作。

## 內容
《西太平洋的航海者》共二十二章，內容為馬凌諾斯基在巴布亞新幾內亞島東北方的特羅布里恩島的田野調查，描述了岛上的“库拉”制度，並且詳細分析庫拉的細節，如库拉中所用船只的选材、制造、巫术、仪典等。
馬林諾夫斯基在《西太平洋的航海者》開頭宣告，他的目標是重組人類學研究的方法，並且將他的發現傳播給全世界。

## 影響
《西太平洋的航海者》是一部學界廣為認可的傑作，迅速提升了馬林諾夫斯基在學術界的聲譽。:7:72弗雷澤在第一版序就將馬林諾夫斯基對民族誌的影響與莎士比亞對文學的影響相提並論。:9–10此書被認為是第一本現代民族誌，重新定義了民族誌的流派。
亞當·庫珀在1973年出版的英國社會人類學著作中，首先分析了馬林諾夫斯基作為該學科創始人的地位：
馬林諾夫斯基被譽為英國社會人類學創始人，因為他建立了獨特的學徒制度——在異國社區密集田野調查。
其他人類學家也將田野調查的開端追溯到馬林諾夫斯基，例如莫瑞·瓦克斯：
追本溯源，個人田野調查技術的發現得歸功於布羅尼斯拉夫·馬林諾夫斯基（1884-1942）。1916年到1918年，他對特羅布里恩島民的研究產生了一系列劃時代著作，徹底改變了人類學的內容和實踐。

## 中譯本
| 版本   | 出版年月   | 書名                           | 出版社             | 譯者           | ISBN 13            |
| ------ | ---------- | ------------------------------ | ------------------ | -------------- | ------------------ |
| 簡體書 | 2002年1月  | 西太平洋的航海者               | 华夏出版社         | 梁永佳／李绍明 | 9787508025612      |
| 簡體書 | 2007年1月  | 西太平洋上的航海者（共四冊）   | 九州出版社         |                | 9787801955920      |
| 簡體書 | 2009年12月 | 西太平洋上的航海者             | 中国社会科学出版社 | 张云江         | 9787500481744      |
| 簡體書 | 2016年4月  | 西太平洋上的航海者             | 商务印书馆         | 弓秀英         | 9787100120098      |
| 簡體書 | 2017年3月  | 西太平洋上的航海者             | 商务印书馆         | 弓秀英         | 9787100125024      |
| 簡體書 | 2021年1月  | 西太平洋的航海者（导读注释版） | 上海译文出版社     | 于文浩         | 9787532785162      |
| 繁體書 | 1991年4月  | 南海舡人                       | 遠流出版           | 于嘉雲         | 9789573211549（Ⅰ） |
| 繁體書 | 1991年5月  | 南海舡人                       | 遠流出版           | 于嘉雲         | 9789573211556（Ⅱ） |

## 外部連結
- 收藏的《西太平洋的航海者》